# Копылов, Владимир Николаевич
Владимир Николаевич Копылов (12 февраля 1947, Ленинград, СССР — 18 февраля 2006, Черноголовка) — советский и российский физик. Доктор физико-математических наук, ведущий научный сотрудник Института физики твёрдого тела РАН.

## Биография
Выпускник школы № 58 г. Воронежа (в настоящее время гимназия имени Н. Г. Басова).
Окончил МФТИ по специальности «Радиофизика и электроника» (1970).
Большую часть своей карьеры он работал в Институте физики твёрдого тела в Черноголовке в Подмосковье.
Объяснил эффект Мейснера высокотемпературной-Tc сверхпроводимости через поверхностный барьер, известный также как «барьер Бина-Ливингстона» (Bean-Livingston barrier).
Работал в сотрудничестве с Щёголевым И. Ф. Автор множества работ.

## Награды
Получил высшую награду для молодых учёных в СССР, премию ленинского комсомола за открытие термомагнитных и гальваномагнитных волн, которые могут распространяться в металлах.